# Дикшит, Маданмани
Маданмани Дикшит (Мадан Мани Диксит, англ. Madan Mani Dixit, непальск. मदनमणि दीक्षित; 17 февраля 1923, Катманду — 15 августа 2019) — непальский писатель и журналист, лауреат премии Мадан Пураскар.

## Жизнь и творчество
Выдающийся непальский писатель Маданмани Дикшит родился 17 февраля 1923 года в Катманду. Он вырос в одной из самых влиятельных семей столицы Непала. Его отец и дед занимали дипломатические должности во время правления клана Рана. Маданмани с восьмилетнего возраста изучал религиозную литературу (например, «Рамаяну» на санскрите). Образование получил в Бенаресском индуистском университете в Индии.
Начинал в качестве директора средней школы Три-Джуддха в Бирджунге. С 1958 по 1960 год он работал редактором еженедельной газеты «Хаал Кхабар». Он также был главным редактором собственного еженедельника «Самикша» («Критика») тиражом 1500 экземпляров, игравшего важную роль в распространении левых (и просоветских) взглядов и ценившегося за свой анализ. Во внутренней политике газета резко критиковала панчаятскую монархическую систему, за что её неоднократно запрещали.
Сам Дикшит тридцать три года проработал в Коммунистической партии Непала. В 1960 году он входил в состав парламентской делегации в Советский Союз, представляя журналистскую сферу Непала.
Он также был вице-канцлером Королевской академии Непала (1994—1999); эти годы писатель затем считал потраченными впустую.
Маданмани Дикшит писал с ясной перспективой. В своих рассказах и романах он опирался на познания санскрита, философии и истории. Его самые известные произведения включают романы «Мадхави», «Мери Нилима», «Бхумисукта».
Мадан Мани Дикшит был отмечен различными наградами, в том числе Мадан Пураскар и Адикави Бханубхакта Пураскар.
В Библиотеке Конгресса хранится шестнадцать его работ.
Дикшит умер 15 августа 2019 года в возрасте 96 лет.